# Copa Venezuela
Copa Venezuela (română Cupa Venezuelei) este competiția fotbalistică eliminatorie de cupă națională din Venezuela.

## Câștigători
| Sezon                                   | Câștigător (trofee)          | Finalist                 | Semifinaliști                          |
| --------------------------------------- | ---------------------------- | ------------------------ | -------------------------------------- |
| Copa Liga Mayor                         |                              |                          |                                        |
| 1959                                    | Deportivo Portugués          | Deportivo Español        |                                        |
| Copa Naciones                           |                              |                          |                                        |
| 1960                                    | Banco Agricola               | Deportivo Portugués      |                                        |
| Copa Caracas                            |                              |                          |                                        |
| 1961                                    | Deportivo Italia             | Dos Caminos              |                                        |
| 1962                                    | Deportivo Italia             |                          |                                        |
| 1963                                    | Unión Deportiva Canarias     | Tiquire Flores           |                                        |
| 1964                                    | Tiquire Flores               | Unión Deportiva Canarias |                                        |
| 1965                                    | Valencia                     | Lara                     |                                        |
| 1966                                    | Deportivo Galicia            | Unión Deportiva Canarias |                                        |
| 1967                                    | Deportivo Galicia            |                          |                                        |
| Copa Venezuela                          |                              |                          |                                        |
| 1968                                    | Unión Deportiva Canarias     | Lara                     |                                        |
| 1969                                    | Deportivo Galicia            | Unión Deportiva Canarias |                                        |
| 1970                                    | Deportivo Italia             | Deportivo Galicia        |                                        |
| 1971                                    | Estudiantes de Mérida        | Anzoátegui               |                                        |
| 1972                                    | Deportivo Portugués          | Valencia                 |                                        |
| 1973                                    | Portuguesa                   | Estudiantes de Mérida    |                                        |
| 1974                                    | no competition               | no competition           | no competition                         |
| 1975                                    | Estudiantes de Mérida        | Deportivo San Cristóbal  |                                        |
| 1976                                    | Portuguesa                   | Deportivo Italia         |                                        |
| 1977                                    | Portuguesa                   | Valencia                 |                                        |
| 1978                                    | Valencia                     | Universidad de Los Andes |                                        |
| 1979                                    | Deportivo Galicia            | Lara                     |                                        |
| 1980                                    | Atlético Zamora              | Valencia                 |                                        |
| 1981                                    | Deportivo Galicia            |                          |                                        |
| 1982                                    | Atlético Zamora              |                          |                                        |
| 1983                                    | no competition               | no competition           | no competition                         |
| 1984                                    | Mineros de Guayana           |                          |                                        |
| 1985                                    | Estudiantes de Mérida        |                          |                                        |
| 1986                                    | no competition               | no competition           | no competition                         |
| 1987                                    | Caracas                      |                          |                                        |
| 1988                                    | Maritimo                     |                          |                                        |
| 1989                                    | Maritimo                     |                          |                                        |
| 1990                                    | Internacional Puerto La Cruz | Portuguesa               |                                        |
| 1991                                    | Anzoátegui                   |                          |                                        |
| 1992                                    | Trujillanos                  | Caracas                  |                                        |
| 1993                                    | Caracas                      | Minervén                 | Deportivo Táchira                      |
| 1994                                    | Caracas                      | Trujillanos              | Deportivo Táchira                      |
| 1995                                    | Universidad de Los Andes     | Caracas                  | Deportivo Italia                       |
| 1996–1999                               | no competition               | no competition           | no competition                         |
| Copa Republica Bolivariana de Venezuela |                              |                          |                                        |
| 2000                                    | Caracas                      | Deportivo Táchira        | No third-place awarded                 |
| 2001–2006                               | no competition               | no competition           | no competition                         |
| Copa Venezuela                          |                              |                          |                                        |
| 2007–08                                 | Aragua                       | Maracaibo                | Atlético El Vigía Deportivo Anzoátegui |
| 2008                                    | Deportivo Anzoátegui         | Estudiantes de Mérida    | Atlético El Vigía San Antonio          |
| 2009                                    | Caracas                      | Trujillanos              | Deportivo Táchira Monagas              |
| 2010                                    | Trujillanos                  | Zamora                   | Carabobo Deportivo Lara                |
| 2011                                    | Mineros de Guayana           | Trujillanos              | Atlético El Vigía Caracas              |
| 2012                                    | Deportivo Anzoátegui         | Estudiantes de Mérida    | Real Esppor Club Zamora                |
| 2013                                    | Caracas                      | Deportivo Táchira        | Aragua Zamora                          |

## Titluri după club
| Club                         | Trofee | Anii trofeelor                     |
| ---------------------------- | ------ | ---------------------------------- |
| Caracas                      | 6      | 1987, 1993, 1994, 2000, 2009, 2013 |
| Deportivo Galicia            | 5      | 1966, 1967, 1969, 1979, 1981       |
| Deportivo Italia             | 3      | 1961, 1962, 1970                   |
| Estudiantes de Mérida        | 3      | 1971, 1975, 1985                   |
| Portuguesa                   | 3      | 1973, 1976, 1977                   |
| Carabobo                     | 2      | 1965, 1978                         |
| Deportivo Portugués          | 2      | 1959, 1972                         |
| Marítimo                     | 2      | 1988, 1989                         |
| Mineros de Guayana           | 2      | 1985, 2011                         |
| Trujillanos                  | 2      | 1992, 2010                         |
| Unión Deportiva Canarias     | 2      | 1963, 1968                         |
| Zamora                       | 2      | 1980, 1982                         |
| Deportivo Anzoátegui         | 2      | 2008, 2012                         |
| Aragua                       | 1      | 2007                               |
| Anzoátegui                   | 1      | 1991                               |
| Internacional Puerto La Cruz | 1      | 1990                               |
| Tiquire Flores               | 1      | 1964                               |
| Universidad de Los Andes     | 1      | 1995                               |